# Curb Agajanian Performance Group
Curb Agajanian Performance Group é uma equipe estadunidense de automobilismo que atualmente compete de forma parcial na IndyCar.